# Маунт Вулф (Пенсилванија)
Маунт Вулф (енгл. Mount Wolf) град је у америчкој савезној држави Пенсилванија.

## Демографија
По попису из 2010. године број становника је 1.393, што је 20 (1,5%) становника више него 2000. године.
| Група             | 2000.         | 2010.         |
| Белци             | 1.317 (95,9%) | 1.299 (93,3%) |
| Афроамериканци    | 17 (1,2%)     | 14 (1,0%)     |
| Азијати           | 3 (0,2%)      | 9 (0,6%)      |
| Хиспаноамериканци | 22 (1,6%)     | 44 (3,2%)     |
| Укупно            | 1.373         | 1.393         |